# Doce de Mayo
Doce de Mayo är en ort i Mexiko.   Den ligger i kommunen San Dimas och delstaten Durango, i den centrala delen av landet, 800 km nordväst om huvudstaden Mexico City. Doce de Mayo ligger 2 423 meter över havet och antalet invånare är 215.
Terrängen runt Doce de Mayo är kuperad norrut, men söderut är den platt. Doce de Mayo ligger nere i en dal. Runt Doce de Mayo är det glesbefolkat, med 9 invånare per kvadratkilometer. Det finns inga andra samhällen i närheten. I omgivningarna runt Doce de Mayo växer huvudsakligen savannskog.